# Художня колекція Кирила Розумовського
Художня колекція Кирила Розумовськогоя — колекція творів мистецтва, переважно живопису і гравюр, котру зібрав граф Кирило Розумовський впродовж життя.

## Передісторія
Як і кожний вельможа Російської імперії, граф Кирило Григорович Розумовський розділяв модні, панівні ідеї середини й кінця 18 століття. Серед яких — будівництво садиб (архітектура), паркобудування і ботаніка, оперний театр і музика, приватна бібліотека. Зрозуміло, що граф лише віддавав накази, користувався порадами досвідчених фахівців і покладався на них у практичних справах, забезпечуючи фінансування замовлень.
У 18 столітті новою забавою російських аристократів стало мистецтво. Моду на нього діяльно запроваджував цар Петро I, який прагнув у короткий термін реформувати країну та побут своєї верхівки за західноєвропейським зразком. Першою вагомою мистецькою збіркою в імперії стала картинна галерея, створена в невеликому палацику Монплезір, де зберігалася колекція голландського живопису, зокрема й одне полотно Рембрандта.
Коло колекціонерів творів мистецтва постійно зростало за рахунок вельмож і магнатів, наближених до царського двору. У середині XVIII століття серед них опинилися брати Олексій та Кирило Розумовські, Шувалов Іван Іванович. Фаворит імператриці Єлизавети Петрівни Іван Шувалов отримав земельну ділянку на вулиці Італійській в Петербурзі, де збудував власний палац з двома внутрішніми дворами, облямованими господарськими флігелями.
Палац мав низку парадних зал, пристосованих для урочистостей, маскарадів, бенкетів і картярських ігор. Збереглося зображення лише однієї зали — картинної галереї Шувалова, одної з перших і значущих приватних збірок тогочасного Петербурга. Вікна галереї виходили на парадний двір, тоді як протилежні стіни були повністю зайняті полотнами.
Ще 1745 р. за наказом Імператриці Єлизавети художник Г. Гроот придбав в Празі 115 картин для оформлення імператорських резиденцій. У 1755 році частину цих творів було подаровано Івану Шувалову з нагоди завершення будівництва його палацу. Торець зали прикрашав камін із коштовним дзеркалом у різьбленій рамі. Простір по обидва боки каміна, а також суміжні стіни були рясно завішені картинами — у дусі «килимової» розвіски встик, характерної для тієї доби. Нижню частину стін оздоблювали дерев’яні панелі, а стелю — живописний плафон. Інтер'єр доповнюють клавесин і крісло з вигнутими ніжками. У лівому куті зали висів великий парадний портрет графа Івана Шувалова, написаний французьким художником Жаном Луї де Веллі(1730—1809).

## Перша подорож до Італії

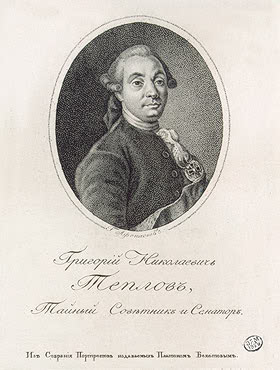
Григорій Миколайович Теплов

Увагу імператриці Єлизавети Петрівни Кирило Розумовський привернув у досить юному віці як молодший брат її фаворита Олексія Розумовського. Подбали й про його освіту, яка включала й традиційну для вельмож освітню подорож Європою. Так, у шістнадцятирічному віці він уперше відвідав Італію — країну, де мистецтво впродовж кількох століть перебувало в стані безперервного розвитку й розквіту. Від молодого юнака того часу годі було очікувати сформованого художнього смаку або зацікавлення колекціонуванням, однак сам контакт із європейською культурою мав суттєвий вплив на формування його уявлень про мистецтво.
У той час Розумовський вже мав радника — Григорія Миколайовича Теплова, відомого своєю схильністю до цинізму й політичної хитрості, а також зацікавленням у французькій культурі та мистецтві. Саме Теплов, імовірно, відіграв роль у формуванні мистецького смаку Розумовського на ранньому етапі. Він супроводжував молодого графа під час його перебування в Італії, де мав змогу знайомити його з творами мистецтва в церквах, соборах та приватних колекціях.

## Друга подорож до Італії
Друга подорож до Італії відбулась у 1765—1767 рр.. Тоді з Риму граф вивіз картини Помпео Батоні (власний портрет у повний зріст, картини «Геркулес на перетині шляхів» та «Христос перед натовпом»). 1768 року до нього у палац в Петербурзі перевезли й картини, придбані у Франції та у Італії. Декоруванням картинної галереї графа К.Розумовського у петербурзькому палаці керував італієць Джузеппе Антоніо Мартінеллі, привезений Розумовським з Венеції як реставратор, наглядач за картинами й придворний художник. У Москві Мартінеллі невдовзі здобув підтримку та згодом обійняв посаду наглядача імператорської колекції в палаці Ермітаж.
У зрілому віці магнат Кирило Розумовський володів кількома палацами в різних містах Російської імперії та низкою садиб. Картини з його колекції прикрашали, зокрема, палац у Санкт-Петербурзі (на набережній річки Мойка) та садибі Яготин на території сучасної України. За поширеною тоді модою, полотна могли бути розвішані у килимовому стилі, як це практикувалося, наприклад, у палаці графа Івана Шувалова.
Первісний склад колекції Кирила Розумовського став відомий лише згодом — після виявлення «Розпису картинам», датованого 1787 роком. Цей документ поєднує риси як інвентарного опису цінного майна графа, так і рідкісного для дворянських зібрань XVIII століття каталогу колекції.

## Склад картинної галереї К. Розумовського

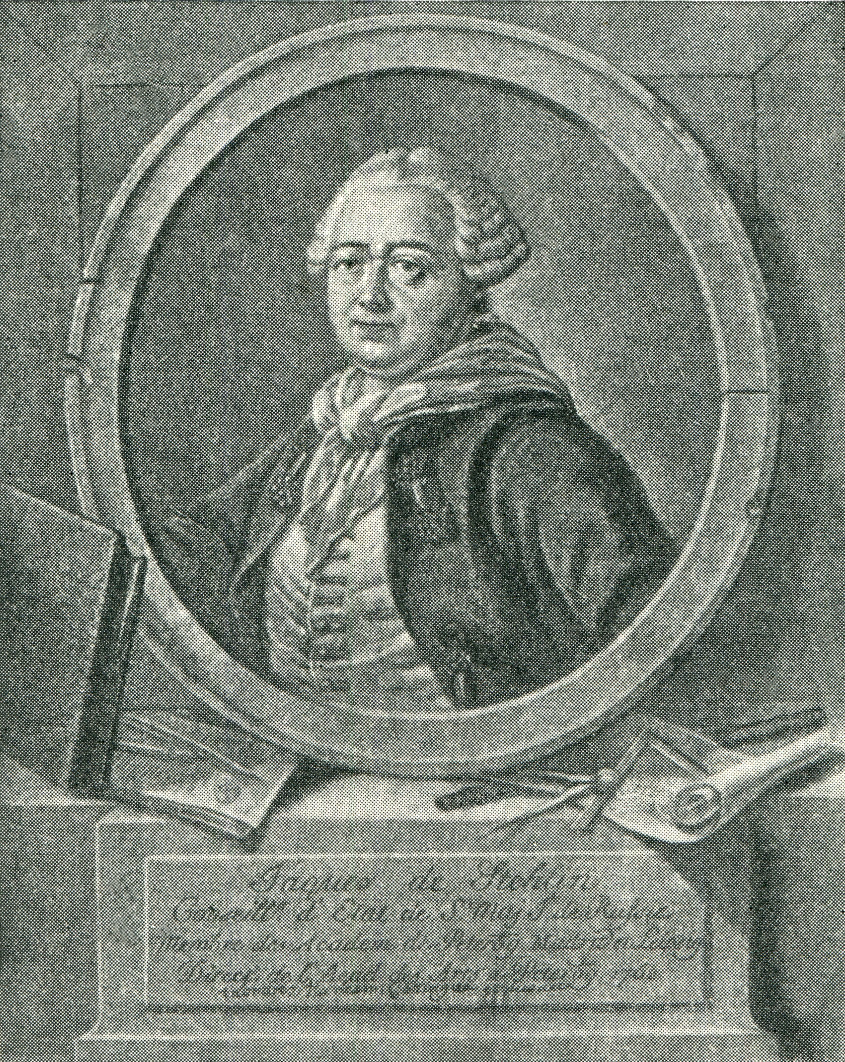
Якоб Штелін (гравер Йоганн Штенглін)

Власну мистецьку колекцію Кирило Розумовський почав формувати у 1750-х роках, коли обійняв посади президента Російської академії наук і мистецтв та гетьмана України. Постачальниками творів для його зібрання стали брати-італійці Джузеппе та Доменіко Долольйо, які на той час забезпечували картинами й інших російських аристократів. Саме через них у 1756 році Розумовський придбав одну з перших партій полотен.
Таким чином, у картинній галереї Кирила Розумовського спочатку переважали твори італійських майстрів. Лише згодом її доповнили роботи художників із Фландрії, Голландії, Франції, Німеччини, а також окрема група творів авторів із Російської імперії. У 1756 році перший опис придбаних полотен уклав науковець Якоб Штелін. Частину з них було перевезено до резиденції графа у Знаменці, розташованої на престижній Петергофській дорозі. Там картини також були зареєстровані Штеліном, що дає змогу порівнювати різні описи й відстежувати історію побутування творів у цей період.
В збірці переважали твори 17 століття. У невеликій кількості були твори 18 століття й одиничні твори 16-го (біблійні сюжети, картини на міфологічні теми і пейзажі, натюрморти і портрети). На кінець 18 століття в збірці нараховували близько 70 картин італійських майстрів, близько 40 голландських і майже стільки ж французьких, менш як 40 фламандських і близько десятка німецьких.

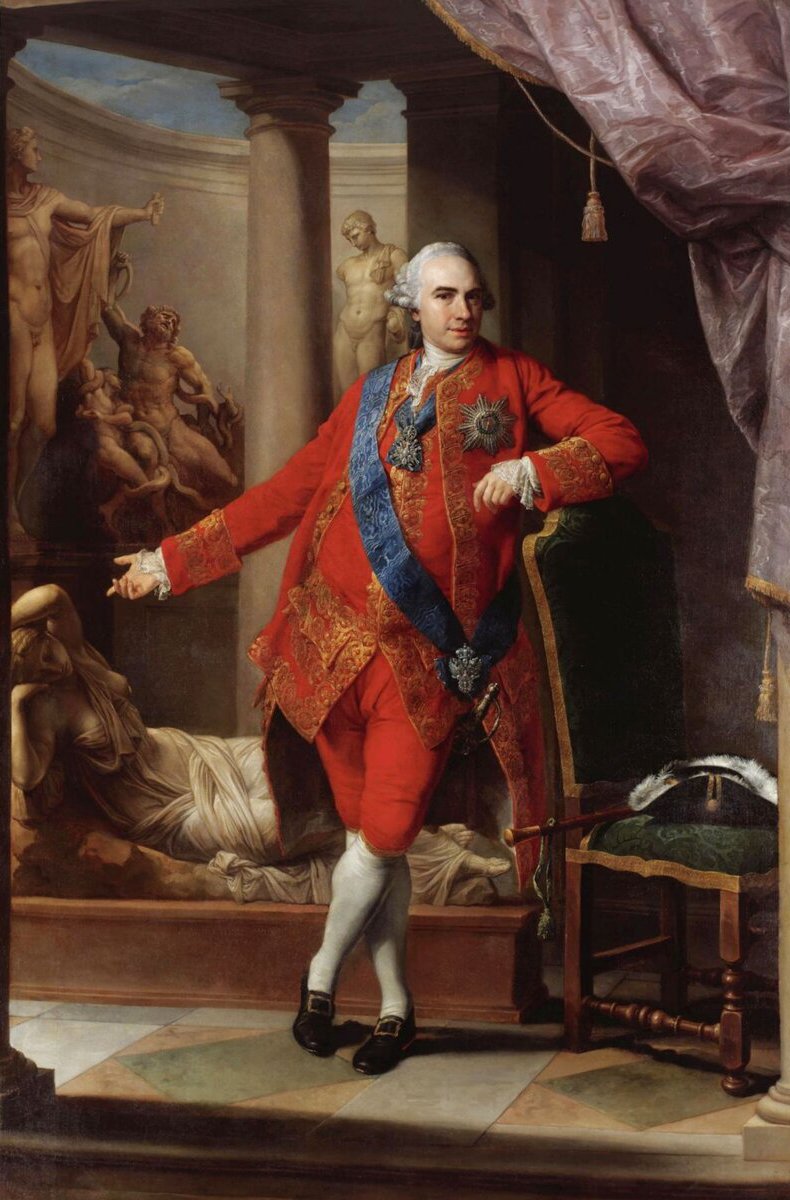
Помпео Батоні. «Кирило Розумовський». 1766 рік, Третьяковська галерея.

В обох переліках (1756 та 1787 рр.) зазначені наступні італійські майстри:
- Аннібале Карраччі
- Якопо Бассано
- Карло Дольчі
- Франческо Солімена
- Чіро Феррі
- Франческо Сімоніні
- Помпео Батоні
- П'єтро Лібері
- Ніколо Бамбіні
- Марко Лібері
- Андреа Челесті
- Джованні Гізольфі
- Грегоріо Ладзаріні
- Антоніо Молінарі
- Франческо Дзукареллі
- Джованні Паоло Паніні
- Франческо Лондоніо
- Алессандро Маркезіні
- Себастьяно Конка
- Паоло Пагані
- Нвідо Каньячі
- Гаспаро Діціані
- Джамбеттіно Чиньяролі
- Джованні Франческо Джессі
- Джироламо Брузаферро
- Ерколе Грациано (Грациані), за прізвиськом Ерколіно тощо.

До зібрання входила також невелика колекція графіки, переважно репродукційні відбитки з відомих картин. Особливу цінність у цій частині збірки становили оригінальні акварелі французького художника та рисувальника Шарля-Луї Клеріссо.

## Доля колекції

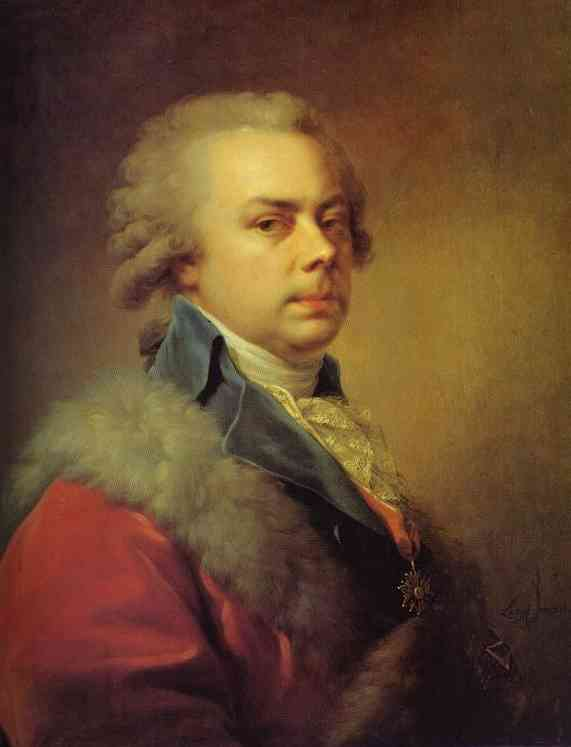
Князь М. Б. Юсупов
Худ. І. Б. Лампі

Після смерті графа картинна галерея була поділена між родичами й нащадками. Невелику кількість картин із садиби Яготин через багато років перевезли до Києва. Після нетривалого збереження колекції в будинку на Крутому узвозі, 3 її передали до Музею Ханенків). Низка картин була придбана магнатом М. Б. Юсуповим і перевезена у садибу Архангельське. Сюди ж перевезли й всю колекцію паркової скульптури з садиби Горенки, що теж колись належала Розумовським.
Перебування низки картин зі збірок К. Г. Розумовського на початок 21 століття залишається невідомим.